# 十二会
医療法人社団十二会（いりょうほうじんしゃだんじゅうにかい）は、東京都新宿区に本部を置き、美容クリニック「ゴリラクリニック」を全国に展開している医療法人である。かつては主に女性を対象とした美容外科「東京イセアクリニック」も運営していた。2023年7月にSBCメディカルグループがゴリラクリニックを買収。

## 概要
東京イセアクリニックが始まりであるが、現在は、主に男性向けに医療レーザー脱毛を中心とした施術を行うゴリラクリニックを全国12都道府県に22院展開する。稲見文彦が総院長を務める。
2019年には軟式野球実業団・ゴリラクリニックベースボールのメインスポンサーとなっており（社内野球部ではなく、運営自体はライズネットが行っている）、2024年のスポニチ主催天皇賜杯第79回全日本軟式野球大会ENEOSトーナメントで静岡ガスを破り初優勝。軟式野球日本一に輝いた。

## 沿革
- 2007年4月、東京都渋谷区に東京イセアクリニックを開院。
- 2010年10月、CRF（コンデンスリッチファット）協会認定施設を渋谷院にて取得[5]。
- 2010年12月、東京都新宿区に東京イセアクリニック新宿院（現ゴリラクリニック新宿本院）を開院[6]。
- 2011年4月、東京都港区に東京イセアクリニック麻布十番院を開院。※現在は閉院
- 2011年8月、東京都中央区に東京イセアクリニック銀座院を開院。保険診療を開始[7]。
- 2011年9月、東京都豊島区に東京イセアクリニック池袋院（現ゴリラクリニック池袋院）を開院[8]。
- 2013年1月、CRF（コンデンスリッチファット）協会認定施設を銀座院にて取得[9]。
- 2014年4月、形成外科学会教育認定施設（美容外科）に渋谷院、銀座院が認定[10]。
- 2014年6月、東京イセアクリニック渋谷院で保険診療開始。
- 2014年6月、世界初の皮膚常在菌検査「美肌菌ドック」を開始[11]。
- 2014年10月、男性専門の美容クリニック「ゴリラクリニック」を開院。
- 2015年7月、大阪府大阪市にゴリラクリニック大阪梅田院を開院。
- 2015年10月、東京イセアクリニック新宿院をゴリラクリニック新宿本院にリブランディングオープン。
- 2016年3月、神奈川県横浜市にゴリラクリニック横浜院を開院。
- 2016年6月、東京都台東区にゴリラクリニック上野院を開院。
- 2016年12月、愛知県名古屋市にゴリラクリニック名古屋栄院を開院。
- 2018年7月、東京都中央区にゴリラクリニック銀座院を開院。
- 2018年7月、福岡県福岡市にゴリラクリニック福岡天神院を開院。
- 2018年12月、埼玉県さいたま市にゴリラクリニック大宮院を開院。
- 2018年12月、東京都渋谷区にゴリラクリニック渋谷院を開院。
- 2018年12月、大阪府大阪市にゴリラクリニック大阪心斎橋院を開院。
- 2018年12月、兵庫県神戸市にゴリラクリニック神戸三宮院を開院。
- 2019年1月、京都府京都市にゴリラクリニック京都烏丸院を開院。
- 2019年11月、広島県広島市にゴリラクリニック広島院を開院。
- 2019年11月、北海道札幌市にゴリラクリニック札幌院を開院。
- 2019年11月、宮城県仙台市にゴリラクリニック仙台院を開院。
- 2019年11月、東京都町田市にゴリラクリニック町田院を開院。
- 2019年11月、愛知県名古屋市にゴリラクリニック名古屋駅前院を開院。
- 2020年7月、千葉県千葉市にゴリラクリニック千葉院を開院。
- 2022年2月、東京都渋谷区にゴリラクリニックセルリアンタワー院を開院。
- 2022年10月、東京都渋谷区にゴリラクリニック道玄坂院を開院。
- 2022年10月、東京都中央区にゴリラクリニック東銀座院を開院。